# SN 1997ae
SN 1997ae – supernowa odkryta 5 marca 1997 roku w galaktyce A082358+0347. W momencie odkrycia miała maksymalną jasność 23,90m.